# George Brodrick (5e vicomte Midleton)
Pour les articles homonymes, voir George Brodrick et Brodrick.
George Alan Brodrick, 5e vicomte Midleton (10 juin 1806 - 1er novembre 1848) est un noble britannique. 

## Biographie
Fils de George Brodrick (4e vicomte Midleton) et de Maria Benyon, il accède à la pairie en 1836. Il fait ses études au Collège d'Eton. Il épouse Ellen Griffiths en 1833. 
Il engage le principal architecte anglais Decimus Burton pour apporter des améliorations aux rues de Cobh, dans le comté de Cork. 
Sa mort est attribuée à une inhalation intentionnelle de charbon de bois,